# Perizoma fasciolata
Perizoma fasciolata là một loài bướm đêm trong họ Geometridae.